# 일하는 스페인 사람
《일하는 스페인 사람》(A Spaniard in the Works)은 1965년 6월 24일 발표된 존 레논의 책이다.
이 책은 저자의 1964년 책 《그 자신의 이야기》와 비슷한 스타일의 터무니없는 이야기와 그림을 담고 있다. 책의 제목은 "a spanner in the works"을 말장난한 것이다. 책은 전작과 마찬가지로 베스트셀러가 되었다. 미국에서는 같은 해 7월 출간됐고, 그 뒤에 펭귄 출판사가 두 권을 하나로 합본해 《더 펭귄 존 레논》이라는 제목으로 발행한다. 레논이 슈퍼맨처럼 포즈를 취한 책 표지는 인기 그래픽 디자이너 앨런 올드리지가 작업했다.

## 배경
1965년 1월 BBC TV의 풍자 프로그램 《낫 온리...... 벗 올소》에 피트 쿡, 더들리 무어와 함께 출연해 본인의 시 몇 편을 낭독한 레논은 1965년 6월 24일 두 번째 책을 출시했다. 조지 해리슨을 레논이 책을 1964년 5월 타히티 휴가 때 쓰고 있었다고 회상했다. 레논은 여기서 두꺼운 셜록 홈즈 책을 발견해 3주간 읽었으며, 모든 이야기가 다 비슷비슷하여 한 권에 담고자 하는 마음으로 셜록 홈즈 스타일의 단편 〈The Singularge Experience of Miss Anne Duffield〉을 썼으며 "그때까지 쓴 글 중 가장 긴 분량"이었다고 말했다.

## 1997년 CD 발표
스웨덴의 출판사 Bakhåll이 1997년 영어와 스웨덴어 에디션을 출판하고 더불어 레논의 작품과 인터뷰를 수록한 CD를 동봉했다.

### 트랙 리스트
1. 〈My Life〉 (레논) 2:30
2. 〈John Meets Yoko - Teacher/Pupil〉 (레논) 1:44
3. 〈Dear John〉 (레논) 4:10
4. 〈Cosmic Joke Number 9 / The Future Is Ours To See〉 (레논) 1:30
5. 〈Lord, Take This Makeup Off Me〉 (레논) 2:18
6. 〈Do It Yourself〉 (unknown) 1:13
7. 〈Make Love Not War〉 (레논) 3:13
8. 〈Groupies〉 (레논) 1:45
9. 〈Here We Go Again〉 (레논/스펙터) 2:57
10. 〈What Does It Mean When You're Such A Pacifist That You Get Shot?〉 (레논) 0:57
11. 〈His Spirit Is Still Around〉 (오노 요코) 0:46

## 참고 문헌
- 브라이언, 사우널 (2014). 《The Beatles in 100 Objects》 [비틀즈 100]. 아트북스. ISBN 978-89-6196-172-1. 2017년 4월 25일에 확인함.
- 비틀즈 (2010). 《The Beatles Anthology》 [비틀즈 앤솔로지]. 오픈하우스. ISBN 978-89-93824-44-5. 2016년 11월 23일에 원본 문서에서 보존된 문서. 2017년 4월 25일에 확인함.